# 津山弘也
津山 弘也（つやま ひろや、1993年8月25日 - ）は、宮崎県小林市出身のハンドボール選手。日本ハンドボールリーグのトヨタ紡織九州所属。

## 経歴
宮崎県立小林秀峰高等学校時代は2011年の全国高等学校総合体育大会ハンドボール競技大会（インターハイ）で優勝し、優秀選手賞を受賞した。
高校卒業後は朝日大学へ進学。2015年の西日本学生選手権大会では優秀選手賞を受賞。
2015年11月に日本ハンドボールリーグのトヨタ紡織九州へ加入。

## 詳細情報

### 年度別成績
| 年       | チーム         | 試合 | フィールド 得点 | 率   | 7m  | 合計  | 警告 | 退場 | 失格 |
| -------- | -------------- | ---- | --------------- | ---- | --- | ----- | ---- | ---- | ---- |
| 2015-16  | トヨタ紡織九州 | 9    | 9/24            | .375 | 0/0 | 9/24  | 0    | 1    | 0    |
| 2016-17  | トヨタ紡織九州 | 16   | 12/28           | .429 | 0/0 | 12/28 | 0    | 0    | 0    |
| 2017-18  | トヨタ紡織九州 | 23   | 5/19            | .263 | 1/1 | 6/20  | 0    | 1    | 0    |
| 2018-19  | トヨタ紡織九州 | 15   | 4/6             | .667 | 1/1 | 5/7   | 0    | 0    | 0    |
| JHL：4年 | JHL：4年       | 63   | 30/77           | .390 | 2/2 | 32/79 | 0    | 2    | 0    |

- 各年度の太字はリーグ最高

### 記録

#### 日本ハンドボールリーグ
- フィールドゴール初得点：2015年12月13日、対北陸電力戦（北陸電力福井体育館フレア）[4]
- 7mスロー初得点：2018年2月12日、対大崎電気戦（福岡市民体育館）[5]

### 背番号
- 7 (2015年 - )